# Elapognathus
Elapognathus är ett släkte av ormar. Elapognathus ingår i familjen giftsnokar och underfamiljen havsormar.
Arterna är med en längd upp till 40 cm små ormar. De förekommer i sydvästra Australien och vistas i närheten av träskmarker. Antagligen lägger honor inga ägg utan föder levande ungar. Dessa ormar är troligen ofarliga för människor.
Arter enligt Catalogue of Life och The Reptile Database:
- Elapognathus coronata
- Elapognathus minor